# Manuel Balanzat
Manuel Balanzat de los Santos (Bargas, España; 31 de marzo de 1912 - Buenos Aires, Argentina; 16 de octubre de 1994), hijo de Manuel Balanzat Torrontegi, era descendiente de Ignacio Balanzat d´Orbay Briones. Fue un matemático, profesor y traductor español exiliado republicano en la Argentina.
Formó parte del grupo de matemáticos exiliados de España tras la Guerra Civil Española que contaron con el apoyo de Julio Rey Pastor, entre ellos, Ernest Corominas, Pedro Pi Calleja, Luis Santaló, Esteban Terradas y Francisco Vera.

## Biografía
Realizó su licenciatura en matemática en la Facultad de Ciencias de la Universidad de Madrid en donde también obtuvo el doctorado en Ciencias Matemáticas; luego fue pensionado por la Junta para Ampliación de Estudios e Investigaciones Científicas (JAE) para estudiar teoría de funciones en el Laboratorio y Seminario Matemático en París, Francia. Allí conoció al profesor Julio Rey Pastor y a Luis Santaló.
Entre 1934 y 1935 se especializó en la teoría de espacios topológicos con los profesores Arnaud Denjoy y Maurice Fréchet, quien trabajaba sobre la aplicación de las matemáticas a las cuestiones económicas y sociales y a otros métodos estadísticos, como la estimación de los parámetros de una distribución teórica.
Participó en 1936 en la Guerra Civil Española en el bando republicano; en 1939 se exilió en Francia y luego se estableció en la Argentina.
En los primeros tiempos estuvo en el seminario de Rey Pastor. A principios de 1940 se incorporó como profesor de Análisis Matemático, Geometría, Fundamentación de la Matemática y Matemáticas Especiales, en el Instituto Nacional del Profesorado, sede San Luis, de la Universidad Nacional de Cuyo (UNCu); en 1991 fue designado profesor emérito de la Universidad Nacional de San Luis (escindida de la UNCu desde 1973).
Viajó a Francia nuevamente donde permaneció desde 1947 hasta 1949. Trabajó en el Centro Nacional para la Investigación Científica de Francia (CNRS), en París, como attaché de recherches (investigador asociado).
De regreso a la Argentina continuó en su cargo en la UNCu y fue director del Instituto de Matemática.
A partir de 1955 fue profesor y jefe de la sección Matemática del Instituto de Física de Bariloche, más adelante denominado Instituto Balseiro. En 1960 fue profesor de Análisis en la Universidad Central de Venezuela durante dos años, y en 1962 en la Universidad de Clermont Ferrand, Francia, hasta 1966.
Nuevamente establecido en Buenos Aires, fue profesor y director del departamento de Matemáticas de la Universidad de Buenos Aires, institución en la que fue designado profesor emérito a partir de 1977. También fue secretario y vicepresidente de la Unión Matemática Argentina, presidente del Comité de Ciencias Matemáticas de la Dirección General de Investigaciones y Desarrollo del Ministerio de Defensa (Decit), miembro de la Academia de Ciencias Exactas, Físicas y Naturales de Buenos Aires desde 1980, y miembro del Consejo Superior de las Olimpiadas Matemáticas Argentinas.

## Publicaciones
- 1988. Matemática financiera.
- 1975. Matemática avanzada para la física. Editorial Universitaria de Buenos Aires (Eudeba).
- 1959. Teoría de distribuciones. Curso.
- 1957. Espacios vectoriales. Curso.
- 1955. Geometría analítica. En colaboración con Julio Rey Pastor y Luis Santaló. Editorial Kapelusz. Buenos Aires.
- 1953. El número natural y sus generalizaciones.
- 1946. Introducción a la matemática moderna. Editorial Atlántida.

Publicó artículos en español en revistas argentinas y en francés en la Comptes Rendus de la Academia de Ciencias de París, muchas veces citados en textos de la materia, entre ellos sus últimos trabajos en análisis funcional sobre la diferencial de Fréchet.
- 1977. Evolución del concepto de diferencial. Revista de la Unión Matemática Argentina. Volumen 28, número 2.
- 1962. Teoría de la diferencial, en el sentido de Hadamard-Fréchet, para aplicaciones entre espacios topológicos. Revista de la Unión Matemática Argentina.
- 1960. La différentielle Hadamard-Fréchet dans les espaces vectoriels topologiques. Comptes Rendus de la Academia de Ciencias de París.
- 1949. Sobre los espacios ecartizados regulares. Revista de la Unión Matemática Argentina. Volumen XIV, número 2.
- 1948. Sur la formation des espaces à écart régulier et symétrique.
- 1945. Un ejemplo de espacio accesible, no numerable, separable y no perfectamente separable. Revista de la Unión Matemática Argentina. Volumen X, número 5.
- 1945. Conjuntos compactos y separables en los espacios DO. Publicación del Instituto de Matemática de Rosario. Volumen V.
- 1942. Sur quelques formules de la géométrie intégrale des ensembles dans un espace à n dimensions.
- 1942. Sobre una aplicación del método de condensación de singularidades. Revista de la Unión Matemática Argentina. Volumen VIII, número 1.
- 1941. La organización de los estudios de matemáticas en Francia. Revista de la Unión Matemática Argentina. Volumen VII, número 2.
- 1941. Sobre los espacios DO. Revista de Matemática y Física Teórica de la Universidad Nacional de Tucumán. Volumen II.
- 1940. Fórmulas integrales de la intersección de conjuntos. Revista de la Unión Matemática Argentina. Volumen VI.

También fue traductor de los libros:
- Biografía de la Tierra, de George Gamow (1949).[7]
- El número: lenguaje de la ciencia, de Tobías Dantzig. (1947).[8]

## Premios
- 1968. Segundo Premio Nacional de Ciencias.